# Roca Hobart
La Roca Hobart (en inglés: Hobart Rock) (54°17′S 36°30′O / -54.283, -36.500) es una roca baja acostada en el lado sur de la entrada a la caleta Vago en la bahía Guardia Nacional de la isla San Pedro o Georgia del Sur
Forma parte del archipiélago de las Georgias del Sur, considerado por la Organización de las Naciones Unidas (ONU) como un territorio en litigio de soberanía entre el Reino Unido —que lo administra como parte de un territorio británico de ultramar— y la República Argentina, que reclama su devolución, y lo incluye en el departamento Islas del Atlántico Sur de la provincia de Tierra del Fuego, Antártida e Islas del Atlántico Sur.
El nombre aparece en un gráfico basado en una encuesta de la caleta por el personal del HMS Sappho en 1906.